# Município de Amanda (condado de Allen, Ohio)
Localização do Ohio nos E.U.A.
O município de Amanda (em inglês: Amanda Township) é um município localizado no condado de Allen no estado estadounidense de Ohio. No ano 2010 tinha uma população de 2071 habitantes e uma densidade populacional de 23,25 pessoas por km².

## Geografia
O município de Amanda encontra-se localizado nas coordenadas 40° 44′ 06″ N, 84° 16′ 21″ O. Segundo a Departamento do Censo dos Estados Unidos, o município tem uma superfície total de 89.07 km², da qual 86,28 km² correspondem a terra firme e (3,13 %) 2,79 km² é água.

## Demografia
Segundo o censo de 2010, tinha 2071 pessoas residindo no município de Amanda. A densidade de população era de 23,25 hab./km².